# Saint-Catherine/Sint-Katelijne
Saint-Catherine/Sint-Katelijne – stacja metra w Brukseli, na linii 1 i 5. Zlokalizowana jest za stacją Comte de Flandre/Graaf van Vlaanderen i De Brouckère. Została otwarta 8 maja 1981.